# Renato Márquez
Renato Márquez (Arequipa, Provincia de Arequipa, Perú, 28 de enero de 1991), futbolista perúano. Juega de delantero y su actual equipo es el FBC Melgar|. 

## Trayectoria
Comenzó su carrera en el campeonato 2008, en el FBC Melgar, jugó. Hasta el campeonato 2008 jugó 30 partidos en el torneo Descentralizado (en el Arequipa, anotando 20 goles.

## Clubes
| Club       | País | Año                |
| ---------- | ---- | ------------------ |
| FBC Melgar | Peru | [2008]]-presente]] |